# Préfontaines
Préfontaines is een gemeente in het Franse departement Loiret (regio Centre-Val de Loire) en telt 446 inwoners (1999). De plaats maakt deel uit van het arrondissement Montargis.

## Geografie
De oppervlakte van Préfontaines bedraagt 11,6 km², de bevolkingsdichtheid is 38,4 inwoners per km².
De onderstaande kaart toont de ligging van Préfontaines met de belangrijkste infrastructuur en aangrenzende gemeenten.

## Demografie
Onderstaande figuur toont het verloop van het inwonertal (bron: INSEE-tellingen).